# ستيفن جايلز
ستيفن جايلز هو مهندس كندي، ولد في 4 يوليو 1972 في سانت استيفان، نيو برونزويك ‏ في كندا.

## وصلات خارجية
- ستيفن جايلز على موقع أوليمبيديا (الإنجليزية)